# Bahnstrecke Dammam–Riad 1
| Reisezug auf der Strecke Dammam–Riyad 1 |                      |                        |                        |
| Streckennummer: | 1                    |                        |                        |
| Streckenlänge: | 449 km               |                        |                        |
| Spurweite: | 1435 mm (Normalspur) |                        |                        |
| |                      |                        |                        |
| \| \| \| König-Abdul-Aziz-Hafen \| \| \| \| 0 \| Dammam \| Dammam \| \| \| \| nach Al Khubar \| \| \| \| 19 \| Zahran \| Zahran \| \| \| 42 \| Ghunan \| Ghunan \| \| \| 74 \| Abqaiq \| Abqaiq \| \| \| 82 \| Uyun \| Uyun \| \| \| \| nach Foda \| \| \| \| 107 \| Al Mubarraz \| Al Mubarraz \| \| \| 118 \| Al Qarn \| Al Qarn \| \| \| \| Al Sha’bah \| \| \| \| 131 \| Hufuf \| Hufuf \| \| \| 139/0 \| Al Mansurah \| Al Mansurah \| \| \| \| zur Strecke 2 \| \| \| \| 44 \| Al Tuhaymiya \| Al Tuhaymiya \| \| \| 130 \| Ar Rubayda \| Ar Rubayda \| \| \| 195 \| Khurays \| Khurays \| \| \| \| Anschlussgleis \| \| \| \| 287 \| Strecke 2 \| Strecke 2 \| \| \| \| zum Flughafen Riad \| \| \| \| 310 \| Riad \| Riad \| |                      |                        |                        |
| Betriebs-/Güterbahnhof Streckenanfang |                      | König-Abdul-Aziz-Hafen | König-Abdul-Aziz-Hafen |
| Bahnhof | 0                    | Dammam                 | Dammam                 |
| Abzweig geradeaus und nach links |                      | nach Al Khubar         | nach Al Khubar         |
| Blockstelle | 19                   | Zahran                 | Zahran                 |
| Blockstelle | 42                   | Ghunan                 | Ghunan                 |
| Bahnhof | 74                   | Abqaiq                 | Abqaiq                 |
| Blockstelle | 82                   | Uyun                   | Uyun                   |
| Abzweig geradeaus und nach rechts |                      | nach Foda              | nach Foda              |
| Blockstelle | 107                  | Al Mubarraz            | Al Mubarraz            |
| Blockstelle | 118                  | Al Qarn                | Al Qarn                |
| Blockstelle |                      | Al Sha’bah             | Al Sha’bah             |
| Bahnhof | 131                  | Hufuf                  | Hufuf                  |
| Blockstelle | 139/0                | Al Mansurah            | Al Mansurah            |
| Abzweig geradeaus und nach links |                      | zur Strecke 2          | zur Strecke 2          |
| Blockstelle | 44                   | Al Tuhaymiya           | Al Tuhaymiya           |
| Blockstelle | 130                  | Ar Rubayda             | Ar Rubayda             |
| Blockstelle | 195                  | Khurays                | Khurays                |
| Abzweig geradeaus und von rechts |                      | Anschlussgleis         | Anschlussgleis         |
| Abzweig geradeaus und von links | 287                  | Strecke 2              | Strecke 2              |
| Abzweig geradeaus und nach links |                      | zum Flughafen Riad     | zum Flughafen Riad     |
| Kopfbahnhof Streckenende | 310                  | Riad                   | Riad                   |

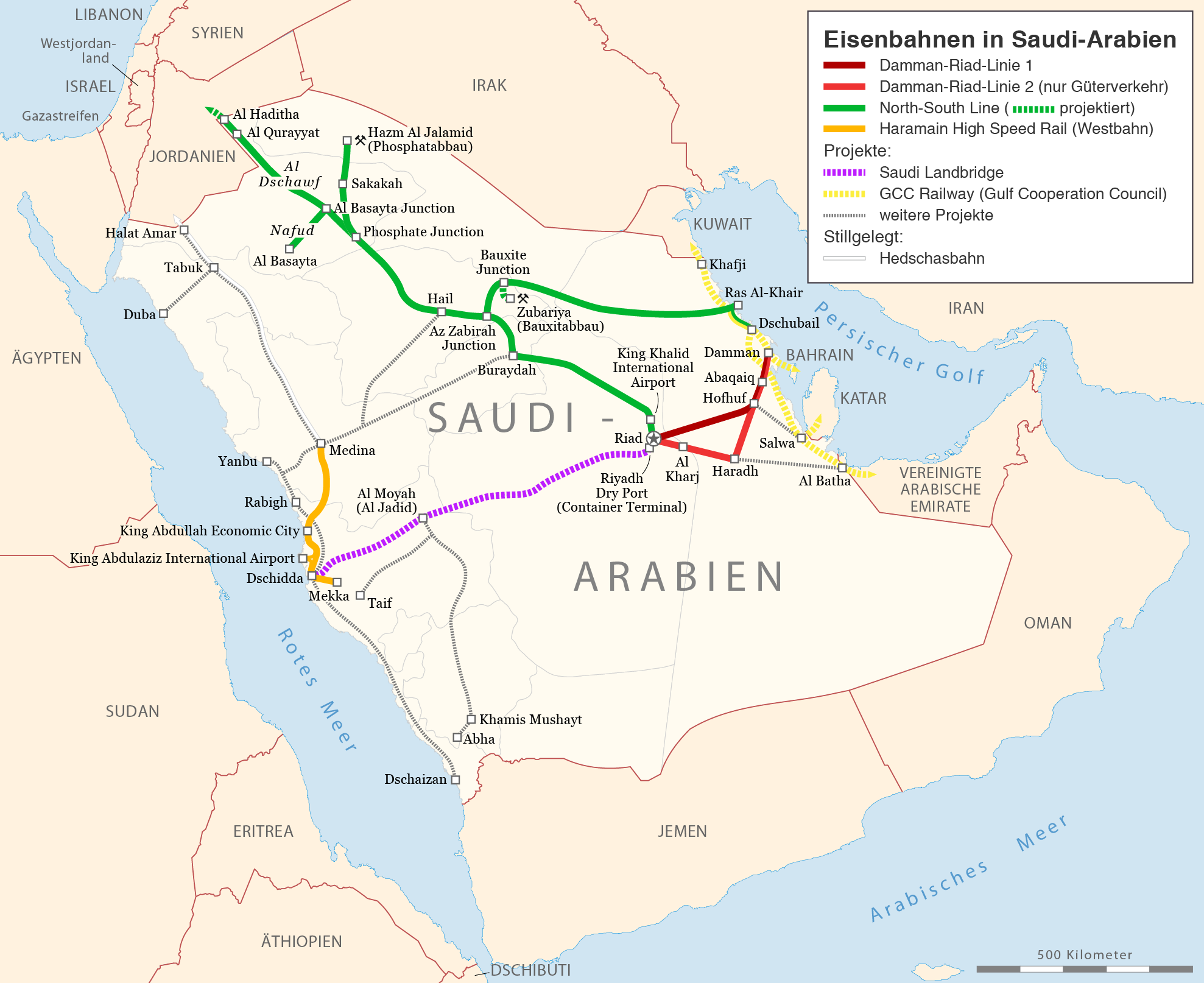
Karte der bestehenden und projektierten Bahnstrecken in Saudi-Arabien

Die Bahnstrecke Dammam–Riad 1 verbindet über 449 km die Hafenstadt Dammam am Persischen Golf mit der Hauptstadt von Saudi-Arabien, Riad. Sie wird durch die Saudi Railways Organisation (SRO) betrieben.

## Geschichte
1978 erhielt eine italienische Firma den Auftrag, die bestehende, von der Saudi Aramco Petroleum Company (ARAMCO) betriebene Bahnstrecke Dammam–Riad 2 auszubauen. Dieser Auftrag wurde bald dazu erweitert, eine zweite, kürzere Strecke zwischen Dammam und Riad zu errichten. 1980 übernahm der saudische Staat die ARAMCO komplett. Die Eisenbahn des Landes und auch die Eisenbahninfrastruktur ging in staatliche Trägerschaft über. Die zweite Strecke nach Riad (heute: Strecke 1) konnte in ihrer gesamten Länge am 12. Mai 1985 eingeweiht werden.

## Ausbauzustand
Bei der Bahnstrecke Dammam–Riad 1 handelt es sich um eine normalspurige eingleisige nicht elektrifizierte Strecke, die ausschließlich mit Diesellokomotiven betrieben wird. Zwischen Dammam und Al Mansurah läuft die Strecke auf 139 km parallel zur Bahnstrecke Dammam–Riad 2. Es handelt sich aber um eine getrennte Infrastruktur. Jede der Strecken wird jeweils als eigene Strecke betrieben. Verwendet werden Schienen des Typs UIC 60. Die Weichenantriebe werden durch Gehäuse vor Sand geschützt.
Die technische Ausstattung und die Systeme, die für Betriebssicherheit sorgten, waren bis 2009 recht einfach. Es gab weder zeitgemäße Signale noch eine technische Zugsicherung. Ein Konsortium aus Siemens Transportation Systems und der Saudi Arabian Nour Communications Company hat die Strecke von 2005 bis 2009 modernisiert. Sie wurde mit modernen Signalanlagen mit Blockstellen und ETCS Level 1 ausgerüstet. Wegen der extremen Witterungsbedingungen haben deren Balisen einen speziellen Sonnenschutz. Außerdem wurde für Steuerung und Funkverkehr GSM-R eingeführt. Gesteuert wird das System von zehn Simis-Stellwerken von Siemens. Die Leitstelle mit vier Bedienerplätzen befindet sich in Dammam. Die Strecke soll zweigleisig ausgebaut und auf 150 km/h ertüchtigt werden.

## Verkehr
Der Personenverkehr der Eisenbahn wird ausschließlich auf dieser Strecke 1 durchgeführt, während die Bahnstrecke 2 ausschließlich dem Güterverkehr dient. Die Personenzüge bieten drei unterschiedliche Wagenklassen an, zwei Klassen für Männer und eine strikt getrennte nur für Frauen. 2014 wurden 1,5 Millionen Fahrgäste befördert. Das sind in der Verbindung Riad-Dammam etwa 15 % des Personenverkehrsaufkommens. Die Fahrpreise für die Gesamtstrecke liegen zwischen 14 € und 31 € und werden staatlicherseits stark subventioniert, um den Individualverkehr auf der Straße zu begrenzen.
Für das künftige Angebot hatte die RSO sechs 13-teilige Talgo-Garnituren mit je zwei Triebköpfen im Auftragswert von 200 Mio. US-Dollar bestellt. Sie sollten für 200 km/h ausgelegt werden. Aufgrund der schlechten Wirtschaftslage des Landes und des gesunkenen Ölpreises wurde die Bestellung rückgängig gemacht.
Am 17. Februar 2021 gegen 1 Uhr nachts entgleiste ein Zug bei Streckenkilometer 10 außerhalb von Damman, wobei 18 Personen leicht verletzt wurden. Der Zug war mit 193 Reisenden und sechs Mitarbeitern der Bahn besetzt. Ursache war eine Gleisunterspülung nach besonders heftigen Regenfällen.

## Zukunft
Eine Schnellfahrstrecke für den Personenverkehr zwischen Riad und Dammam, die zunächst mit 200 km/h und den schon jetzt verkehrenden Dieselzügen betrieben werden soll, befindet sich im Bau. Sie wird 310 km lang. In einem zweiten Ausbauschritt soll die Strecke elektrifiziert und dann mit 300 km/h und neuen Fahrzeugen der Baureihe Talgo 350 befahren werden. Die Bestandsstrecke soll dann ausschließlich im Güterverkehr befahren werden.